# Йован Христич
Йован Христич (на сръбски: Јован Христић) е сръбски поет, драматург, преводач и критик.

## Биография и творчество
Роден е на 26 август 1933 г. в Белград. Завършва Втора мъжка гимназия в Белград във випуска на Слободан Селенич. Следва архитектура и философия в Белградския университет и се дипломира през 1958 г. Редовен професор във Факултета по драматично изкуство, където преподава драматургия от 1967 г.
Един от критиците, закрилящи лириката на сръбския модернизъм и авангард.
От 1971 г. е постоянен театрален наблюдател на списание „Книжевност“, театралните му рецензии са издадени в четири тома.
Освен в родината, му негови драми са играни в САЩ, Швейцария, Полша, Словакия, Финландия и др. Поезията и есетата му са превеждани на всички европейски езици. Носител на престижни национални награди за театър и литература, сред които наградите „Исидора Секулич“, „Милан Ракич“, „Джордже Йованович“, наградата на издателство „Нолит“, „Станислав Винавер“, Змаева награда (1996).
През август 2001 г. става носител на международната награда „Стјепан Митров Љубиша“.
Секретар на Сръбската литературна задруга и редактор в издателство „Нолит“. Председател на Сръбския ПЕН център.
Умира в Сремска Каменица на 20 юни 2002 г.
На български език е представен в антологията „Нощен полет. Петима сръбски поети“ (прев. Светлозар Игов и Николай Кънчев, изд. „Народна култура“, 1989) и с отделни стихотворения и есета в превод на Светлозар Игов в Бюлетина на СБП, в. „Литературен фронт“, в. „Литературен форум“, в. „АБВ“, „Литературен вестник“ и в списанията „Език и литература“, „Летописи“, „Литература“ и „Страница“. През 1996 г. в поредицата Ars poetica на изд. „Христо Ботев“ излиза стихосбирката му „Александрийската школа“, съставена, преведена и предговорена от Светлозар Игов. По този повод Йован Христич гостува в София и Пловдив.
На български език негов преводач също е и Соня Андонова.

## За него
- Марко Магарашевић, Светлости књижевности, Београд, Идеа, 1991.
- Јован Ћирилов, Драмски писци, моји савременици: портрети, Нови Сад, Стеријино позорје, 1989.
- Радомир Путник, Читајући изнова: огледи из драматургије и театрологије, Нови Сад, Стеријино позорје, 1990.
- Слободан Ракитић, „Песник Јован Христић“, Књижевне новине, година 43, бр. 790. pp. 14
- Петар Милосављевић, Традиција и авангардизам, Нови Сад, Матица српска, 1968.
- Михајло Пантић, „Човек није сам ни у осећањима“, Књижевне новине, година 42, бр. 779. pp. 12-13
- Гордан М. Маричић, Антички мотиви у драмама Јована Христића и Велимира Лукића. Докторска дисертация. Београд, 1999.